# NGC 7153
NGC 7153 је спирална галаксија у сазвежђу Јужна риба која се налази на NGC листи објеката дубоког неба.
Деклинација објекта је - 29° 3' 50" а ректасцензија 21h 54m 35,3s. Привидна величина (магнитуда) објекта NGC 7153 износи 13,5 а фотографска магнитуда 14,3. NGC 7153 је још познат и под ознакама ESO 466-16, MCG -5-51-22, PGC 67624.